# Katrín Jakobsdóttir
Katrín Jakobsdóttir (født 1. februar 1976) er en islandsk politiker og var fra 30. november 2017 til 9. april 2024 Islands statsminister. Hun er partileder for venstrefløjspartiet Vinstrihreyfingin - Grænt framboð og har tidligere haft flere ministerposter. Hun var regnet som en af favoritterne ved det islandske præsidentvalg i 2016, men valgte ikke at kandidere.

## Uddannelse
Katrín tog grundskoleprøve fra Langholtsskóli i 1992 og studentereksamen fra Menntaskólinn við Sund i 1996, med sin årgangs højeste karaktergennemsnit. Hun har en bachelorgrad i islandsk og fransk fra Islands Universitet i 1999 (temaet var islandske kriminalromaner), og tog en MA sammesteds i 2004 for en afhandling om den populære islandske krimiforfatter Arnaldur Indriðasons værker.

## Politisk karriere
Katrín var formand for Ungir Vinstri-grænir 2002-2004, og suppleant til byrådet i Reykjavík for Reykjavíkurlistinn 2002-06. Hun har været medlem af Altinget for valgkredsen Reykjavík Nord siden valget i 2007. Katrín blev valgt til næstformand for Vinstrihreyfingin - Grænt framboð 2003-13 og har været siden 2013 været partiets formand. Hun var undervisnings-, forsknings- og kulturminister i Jóhanna Sigurðardóttirs regering 2009-13, inden hun i 2017 blev statsminister.
Hun valgte i foråret 2024 at træde tilbage fra denne post for i stedet at arbejde for at blive landets præsident.

## Optræden og mediearbejde
I 1996 optrådte Katrín med bandet Bang Gangs musikvideo til sangen "Listen Baby" og i 2003 medvirkede hun i tv-filmen Njálssaga. I 2004-05 var hun medtilrettelægger og vært på programmet Sunnudagsþáttarins på tv-kanalen SkjárEinn, og i 2009 var hun med i tv-miniserien Fangavaktin.

## Familie
Katrín er gift med Gunnar Örn Sigvaldason og mor til tre sønner (født 2005, 2007 og 2011). Hun kommer fra en slægt, der tæller mange fremtrædende personer indenfor islandsk politik og kulturliv. Hun er søster til tvillingebrødrene Ármann Jakobsson og Sverrir Jakobsson, der begge er professorer, oldebarn af politikeren Skúli Thoroddsen og digteren Theódóra Thoroddsen, barnebarn af ingeniøren og altingsmedlemmet Sigurður S. Thoroddsen og niece til digteren Dagur Sigurðarson.